# Maylis de Kerangal
Maylis de Kerangal (Tolone, 16 giugno 1967) è una scrittrice francese.

## Biografia
Figlia di un capitano di lungo corso, è nata Maylis Suzanne Jacqueline Le Gal de Kerangal nel 1967 a Tolone e ha trascorso l'infanzia a Le Havre.
Dopo gli studi di filosofia, storia ed etnologia a Parigi, dal 1991 ha iniziato a viaggiare per conto delle edizioni Gallimard, prima di riprendere gli studi in scienze sociali nel 1998.
Autrice di svariati romanzi e raccolte di racconti ben accolti dal pubblico e dalla critica, ha ricevuto numerosi premi letterari, tra i quali il Prix Médicis nel 2010 per Nascita di un ponte.
Parallelamente all'attività di scrittrice svolge l'attività di editrice per le Editions du Baron Perché da lei create, specializzate in letteratura d'infanzia.

## Opere tradotte in italiano

### Romanzi e racconti
- Corniche Kennedy (Corniche Kennedy, 2008), Milano, Feltrinelli, 2018, traduzione di Maria Baiocchi ISBN 978-88-07-03288-2.
- Nascita di un ponte (Naissance d'un pont, 2010), Milano, Feltrinelli, 2013, traduzione di Maria Baiocchi ISBN 978-88-07-03059-8.
- Fuga a Est (Tangente vers l'est, 2012), Milano, Feltrinelli, 2023, traduzione di Maria Baiocchi ISBN 978-88-07-03540-1
- Riparare i viventi (Réparer les vivants, 2013), Milano, Feltrinelli, 2014, traduzione di Maria Baiocchi con Alessia Piovanello ISBN 978-88-07-03128-1.
- Lampedusa (À ce stade de la nuit, 2014), Milano, Feltrinelli, 2016, traduzione di Maria Baiocchi con Daniela De Lorenzo ISBN 978-88-07-03195-3.
- Un mondo a portata di mano (Un monde à portée de main, 2018), Milano, Feltrinelli, 2020, traduzione di Maria Baiocchi ISBN 978-88-07-03400-8.
- Canoe (Canoës, 2021), Milano, Feltrinelli, 2022, traduzione di Maria Baiocchi ISBN 978-88-07-03500-5.
- Giorno di risacca (Jour de ressac, 2024), Milano, Feltrinelli, 2025, traduzione di Maria Baiocchi.

## Filmografia
- Riparare i viventi (Réparer les vivants) (2016) regia di Katell Quillévéré (soggetto)
- Corniche Kennedy (2017) regia di Dominique Cabrera (soggetto)

## Premi e riconoscimenti
- Premio Murat: 2009 per Corniche Kennedy
- Prix Médicis: 2010 per Nascita di un ponte
- Prix Landerneau: 2012 per Tangente vers l'est
- Prix France Culture/Télérama: 2014 per Riparare i viventi
- Premio Gregor von Rezzori: 2014 per Nascita di un ponte[7]
- Premio letterario Merck Serono: 2015 per Riparare i viventi